# Cochamó
Cochamó ist eine Kommune im Süden Chiles. Sie liegt in der Provinz Llanquihue in der Region de los Lagos. Sie hat 4023 Einwohner und liegt ca. 53 Kilometer östlich von Puerto Montt, der Hauptstadt der Region.

## Geschichte
Der Name Cochamó stammt aus dem Mapudungunen. Dort bedeutet Kocha-mo etwa so viel wie „wo die Wasser sich einen“. Ursprünglich war das Gebiet der heutigen Gemeinde nur spärlich bewohnt, zumeist von Huilliche. Erst Mitte des 19. Jahrhunderts kamen weitere Bewohner, um dort Forstwirtschaft zu betreiben. So entstand Ende des 19. Jahrhunderts das Dorf Cochamó. Es wurde Teil der Provinz Llanquihue. Anfang des 20. Jahrhunderts nutzten die US-amerikanischen Banditen Butch Cassidy und Sundance Kid den Paso El León durch das Valle de Cochamó in ihrem argentinischen Exil auf ihrer Flucht. 1979 wurde die Kommune offiziell als solche gegründet.

## Demografie und Geografie
Laut der Volkszählung aus dem Jahr 2017 leben in Cochamó 4023 Einwohner, davon sind 2195 männlich und 1828 weiblich. Die gesamte Gemeinde wird als ländliches Gebiet angesehen. Die Kommune Cochamó gliedert sich in eine Vielzahl von Dörfern und Siedlungen. Besonders nennenswert sind Río Puelo, das Hauptdorf der Kommune, das Dorf Cochamó und auch Sotomó. Die Kommune hat eine Fläche von 3910,8 km² und grenzt im Norden an Puerto Varas und Puerto Montt, im Osten an Hualaihué sowie im Süden und Westen an Argentinien, genauer gesagt an das Departamento Bariloche in der Provinz Río Negro und das Departamento Cushamen in der Provinz Chubut.
Die Landschaft von Cochamó ist geprägt von gemäßigtem Regenwald, der auch im Nationalpark Hornopirén, der teilweise in der Gemeinde liegt, geschützt ist. Große Gebiete der Kommune sind nach wie vor kaum erschlossen und teilweise absolut unberührt. Auch eine Vielzahl kleinerer Seen ist vorhanden. Besonders wichtig für die Gemeinde ist der Reloncaví-Fjord, der nördlichste Fjord Chiles. Er verbindet Cochamó mit dem Golf von Ancud, der Teil des Pazifischen Ozeans ist. Durch die Kommune fließt der Río Puelo.

## Wirtschaft und Politik
In Cochamó gibt es 69 angemeldete Unternehmen. Wichtige Einnahmequellen sind der Tourismus, die Land- und Forstwirtschaft sowie die Fischerei.
Der aktuelle Bürgermeister von Cochamó ist Carlos Soto Sotomayor von der sozialdemokratischen PPD. Auf nationaler Ebene liegt Cochamó im 57. Wahlkreis, unter anderem zusammen mit Maullín und Puerto Montt.

## Tourismus
Cochamó ist ein beliebtes Ziel im Ökotourismus. Des Weiteren gibt es dort unter anderem die Möglichkeit, Kayak zu fahren, zu wandern oder zu klettern. Besonders bekannt ist das am Río Cochamó gelegene Valle de Cochamó, das man nur zu Fuß oder auf dem Pferd erreichen kann. Es ist auch als der Yosemite-Park Südamerikas bekannt, da dort ähnliche Granitformationen und Primärwälder zu finden sind. Ebenfalls schön, aber schwer zu erreichen sind der Lago Tagua-Tagua und der dort gelegene private Park Tagua-Tagua.

## Fotogalerie

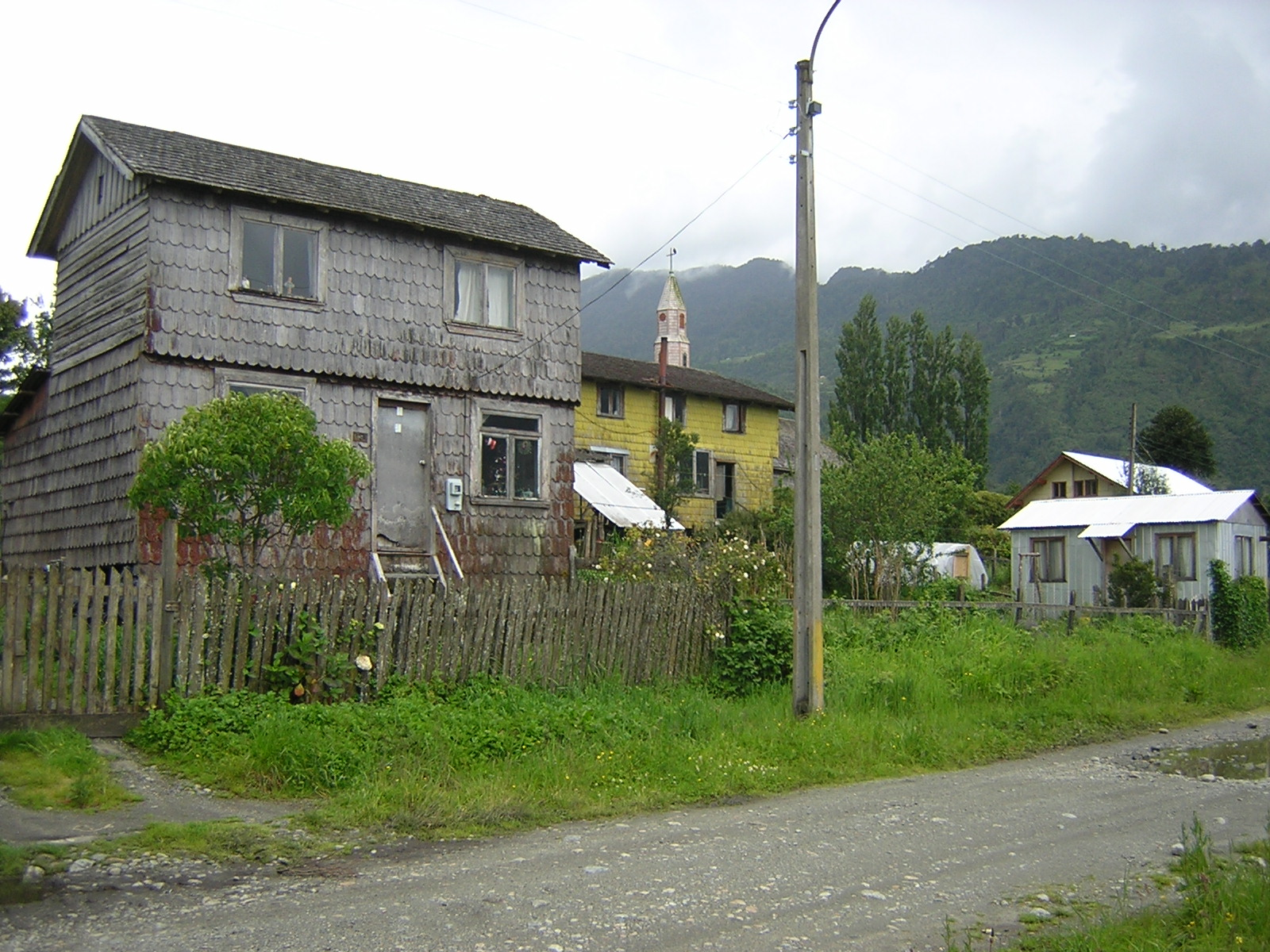
Das Dorf Cochamó
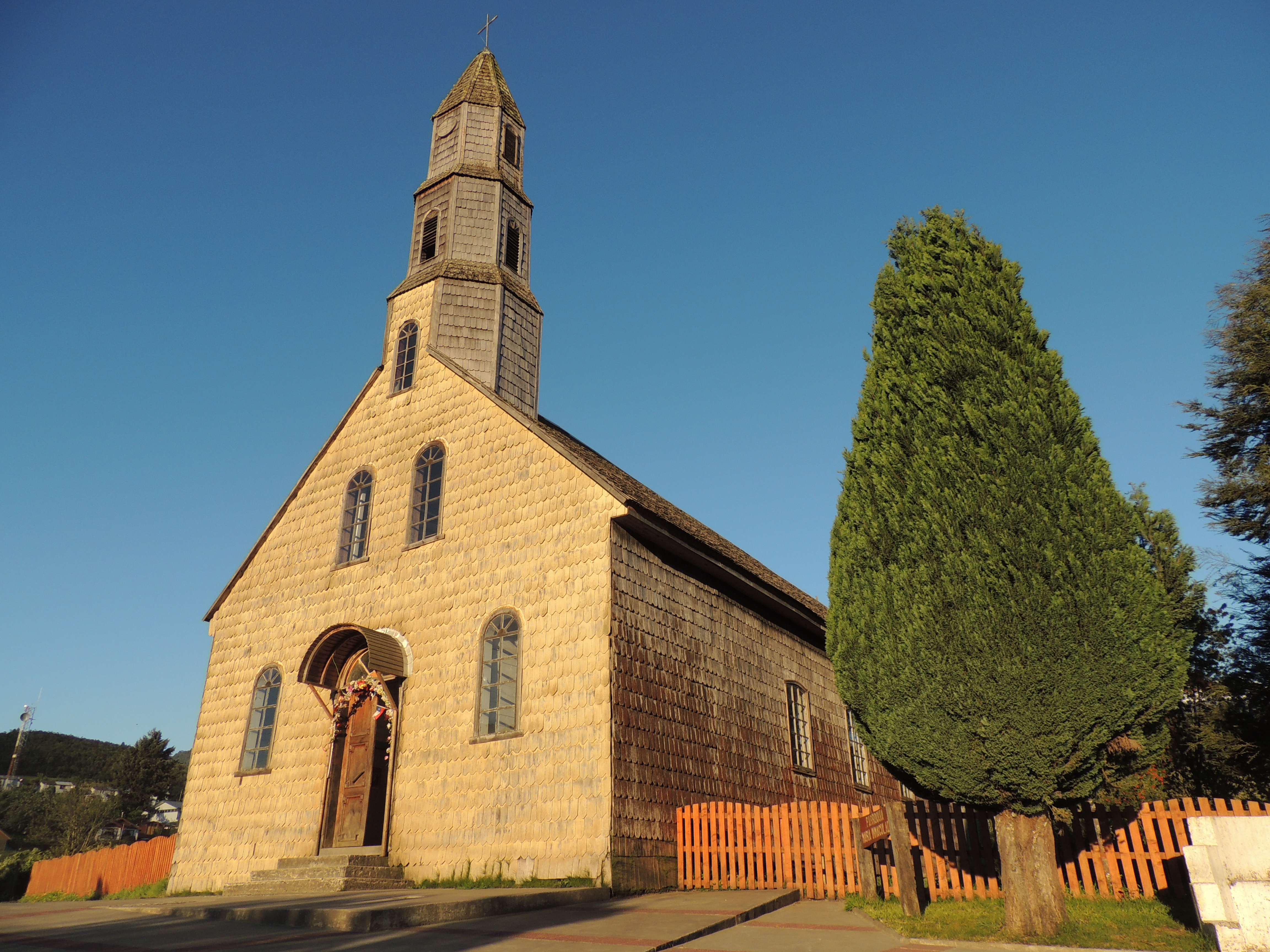
Die Kirche von Cochamó
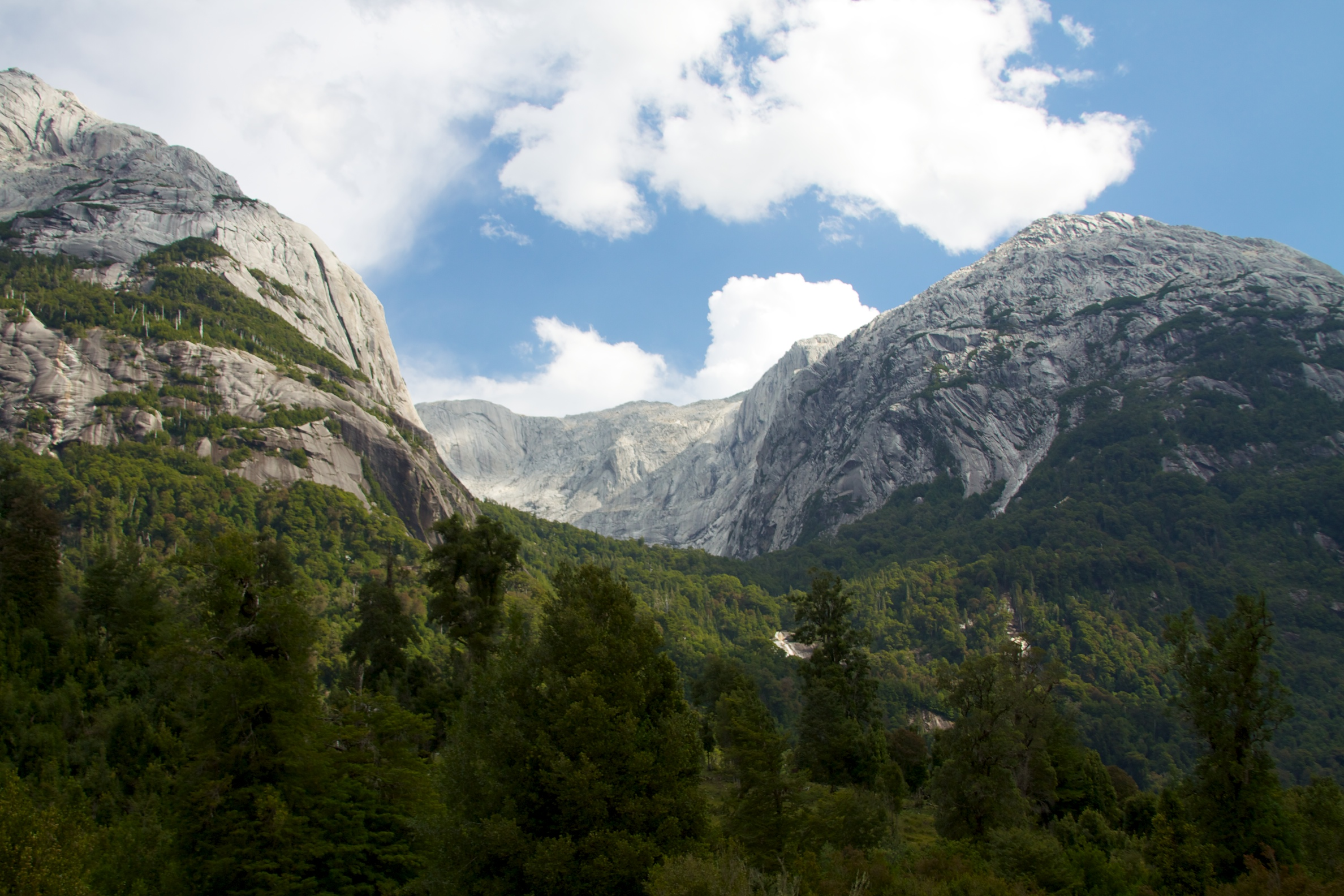
Granitfelsen im Valle de Cochamó
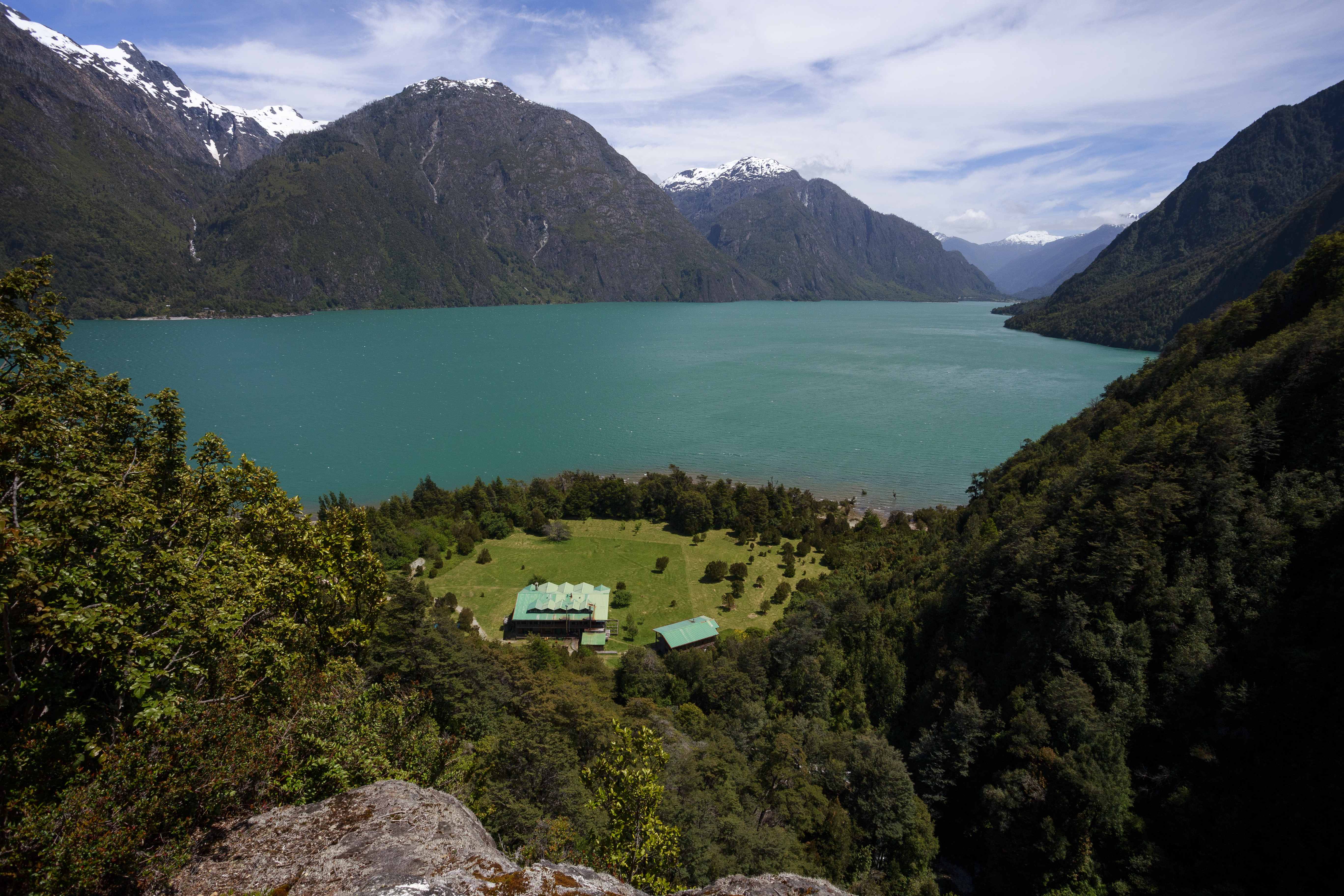
Der Lago Tagua-Tagua
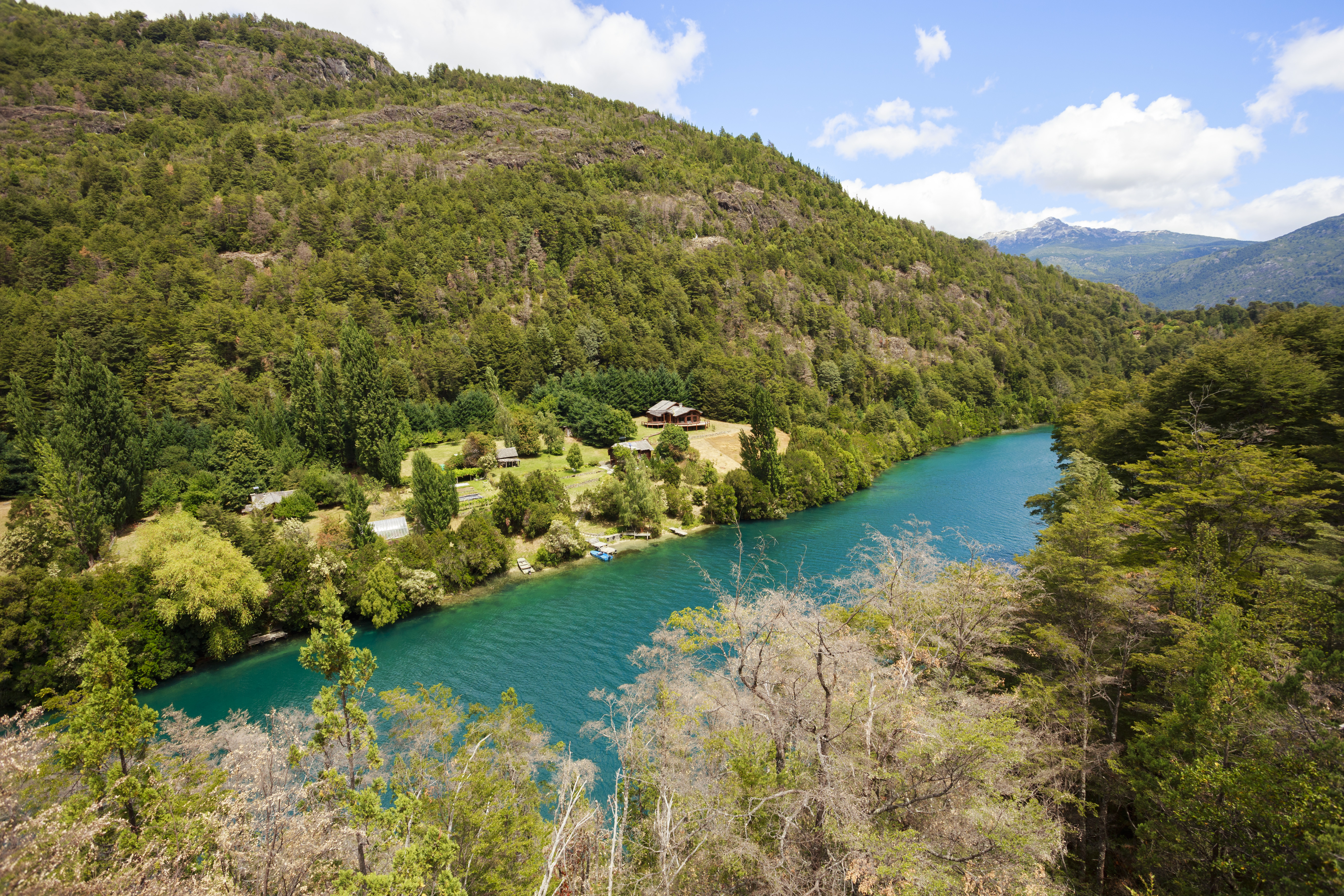
Der Río Puelo